# Hallescher Fußball-Club
L'Hallescher FC e V. è una società calcistica tedesca di Halle, Sassonia-Anhalt. Milita nella Fußball-Regionalliga, la quarta divisione del calcio tedesco.

## Storia
La società è nata nel 1948 con il nome di SG Glaucha dalle ceneri dell'Hallescher Fußball-Club Wacker fondato nel 1900. Il Wacker ha partecipato ai play-off nazionali nel 1921, 1928 e nel 1934.
Come era frequente nei club della Germania Est, la squadra di Halle cambiò nome diverse volte iniziando nel 1948 venendo rinominata SG Freiimfelde Halle. L'anno seguente vinse il campionato nazionale come ZSG Union Halle e si ripeté nel 1952.
Nei quindici anni seguenti la società andò incontro a diversi cambi di denominazione: BSG Turbine Halle (1953); SC Chemie Halle-Leuna (1957); SC Chemie Halle (1958); e FC Chemie Halle (1966). L'ultimo cambiamento di nome evidenzia la separazione delle squadre di calcio dalle società polisportive; questo avvenimento è dovuto al fatto che i vertici dello Stato volevano costruire una nazionale di calcio veramente competitiva.
La squadra vinse la sua prima coppa nazionale nel 1956 con il nome di BSG Turbine Halle; la seconda invece arrivò nel 1962 mentre la squadra aveva come nome SC Chemie Halle.
La stagione seguente (1962/63) partecipa alla Coppa delle Coppe dove viene eliminata al primo turno dall'OFK Belgrado. 
Eccezion fatta per alcuni anni in seconda serie, il club per la maggior parte degli anni giocò in DDR-Oberliga, la massima divisione del calcio tedesco-orientale, come squadra di metà classifica. Il miglior risultato di questi anni fu un terzo posto conquistato alla fine della stagione 1970-71 che fece guadagnare alla squadra una qualificazione in Coppa Uefa.
Dopo la riunificazione tedesca e l'accorpamento delle due leghe il club, dopo essere stata rinominato con la denominazione attuale, si trovò in Zweite Bundesliga. La permanenza in seconda divisione fu assai breve e ben presto (1995-96) la squadra si trovò in Verbandsliga Sachsen-Anhalt (V). Attualmente la squadra milita in terza serie dopo aver raggiunto la promozione nella stagione 2011/12 ed ha conquistato due volte consecutivamente la Coppa Regionale (2014/15 e 2015/16) guadagnandosi l'accesso alla DFB Pokal.

## Calciatori
Calciatori campioni olimpici di calcio
- Bernd Bransch (Montréal 1976)

## Palmarès

### Competizioni nazionali
- Campionato tedesco orientale: 2

1949, 1951-1952
- Coppa della Germania Est: 2

1956, 1961-1962
- Fußball-Regionalliga: 1

2011-2012 (Regionalliga Nord)

### Competizioni regionali
- NOFV-Oberliga: 1

2007-2008

### Altri piazzamenti
- Campionato tedesco:

Semifinalista: 1920-1921
- Campionato tedesco orientale:

Secondo posto: 1948
Terzo posto: 1970-1971
- Coppa della Germania Est:

Semifinalista: 1960, 1962-1963, 1966-1967, 1976-1977

## Organico

### Rosa 2023-2024
Aggiornata al 19 novembre 2023
| N. |                        | Ruolo | Calciatore         |
| -- | ---------------------- | ----- | ------------------ |
| 1  | Germania (bandiera)    | P     | Sven Müller        |
| 2  | Germania (bandiera)    | C     | Jan Löhmannsröben  |
| 3  | Germania (bandiera)    | D     | Niklas Kastenhofer |
| 4  | Germania (bandiera)    | D     | Fynn Otto          |
| 5  | Germania (bandiera)    | D     | Jannes Vollert     |
| 6  | Germania (bandiera)    | D     | Toni Lindenhahn    |
| 7  | Germania (bandiera)    | A     | Julian Derstroff   |
| 8  | Germania (bandiera)    | D     | Niklas Kreuzer     |
| 9  | Montenegro (bandiera)  | A     | Meris Skenderović  |
| 10 | Germania (bandiera)    | C     | Michael Eberwein   |
| 11 | Bielorussia (bandiera) | A     | Jan Shcherbakovski |
| 15 | Germania (bandiera)    | A     | Tom Bierschenk     |
| 16 | Germania (bandiera)    | D     | Lucas Halangk      |
| 17 | Germania (bandiera)    | D     | Lukas Griebsch     |
| 18 | Germania (bandiera)    | P     | Tim Schreiber      |
| 19 | Germania (bandiera)    | C     | Elias Löder        |

| N. |                     | Ruolo | Calciatore           |
| -- | ------------------- | ----- | -------------------- |
| 20 | Gambia (bandiera)   | C     | Kebba Badjie         |
| 21 | Austria (bandiera)  | A     | Philipp Zulechner    |
| 22 | Germania (bandiera) | D     | Janek Sternberg      |
| 23 | Austria (bandiera)  | C     | Aaron Herzog         |
| 24 | Germania (bandiera) | C     | Julian Guttau        |
| 25 | Germania (bandiera) | D     | Sören Reddemann      |
| 26 | Germania (bandiera) | C     | Marcel Titsch-Rivero |
| 27 | Germania (bandiera) | C     | Louis Samson         |
| 28 | Germania (bandiera) | C     | Sebastian Bösel      |
| 29 | Germania (bandiera) | A     | Elias Huth           |
| 30 | Germania (bandiera) | P     | Tom Zimmerschied     |
| 31 | Germania (bandiera) | D     | Niklas Landgraf      |
| 33 | Germania (bandiera) | C     | Jonas Nietfeld       |
| 34 | Germania (bandiera) | D     | Brian Behrendt       |
| 37 | Germania (bandiera) | P     | Daniel Mesenhöler    |
| 39 | Germania (bandiera) | C     | Joscha Wosz          |

### Rosa 2022-2023
Aggiornata al 25 giugno 2022
| N. |                        | Ruolo | Calciatore         |
| -- | ---------------------- | ----- | ------------------ |
| 1  | Germania (bandiera)    | P     | Sven Müller        |
| 2  | Germania (bandiera)    | C     | Jan Löhmannsröben  |
| 3  | Germania (bandiera)    | D     | Niklas Kastenhofer |
| 4  | Germania (bandiera)    | D     | Fynn Otto          |
| 5  | Germania (bandiera)    | D     | Jannes Vollert     |
| 6  | Germania (bandiera)    | D     | Toni Lindenhahn    |
| 7  | Germania (bandiera)    | A     | Julian Derstroff   |
| 8  | Germania (bandiera)    | D     | Niklas Kreuzer     |
| 9  | Germania (bandiera)    | C     | Justin Eilers      |
| 10 | Germania (bandiera)    | C     | Michael Eberwein   |
| 11 | Bielorussia (bandiera) | A     | Jan Shcherbakovski |
| 15 | Germania (bandiera)    | A     | Tom Bierschenk     |
| 16 | Germania (bandiera)    | D     | Lucas Halangk      |
| 17 | Germania (bandiera)    | D     | Lukas Griebsch     |
| 18 | Germania (bandiera)    | P     | Tim Schreiber      |
| 19 | Germania (bandiera)    | C     | Elias Löder        |

| N. |                     | Ruolo | Calciatore           |
| -- | ------------------- | ----- | -------------------- |
| 20 | Gambia (bandiera)   | C     | Kebba Badjie         |
| 21 | Austria (bandiera)  | A     | Philipp Zulechner    |
| 22 | Germania (bandiera) | D     | Janek Sternberg      |
| 23 | Austria (bandiera)  | C     | Aaron Herzog         |
| 24 | Germania (bandiera) | C     | Julian Guttau        |
| 25 | Germania (bandiera) | D     | Sören Reddemann      |
| 26 | Germania (bandiera) | C     | Marcel Titsch-Rivero |
| 27 | Germania (bandiera) | C     | Louis Samson         |
| 28 | Germania (bandiera) | C     | Sebastian Bösel      |
| 29 | Germania (bandiera) | A     | Elias Huth           |
| 30 | Germania (bandiera) | P     | Tom Zimmerschied     |
| 31 | Germania (bandiera) | D     | Niklas Landgraf      |
| 33 | Germania (bandiera) | C     | Jonas Nietfeld       |
| 37 | Germania (bandiera) | P     | Daniel Mesenhöler    |
| 39 | Germania (bandiera) | C     | Joscha Wosz          |

### Rosa 2021-2022
Aggiornata al 7 giugno 2022
| N. |                        | Ruolo | Calciatore         |
| -- | ---------------------- | ----- | ------------------ |
| 1  | Germania (bandiera)    | P     | Sven Müller        |
| 2  | Germania (bandiera)    | C     | Jan Löhmannsröben  |
| 3  | Germania (bandiera)    | D     | Niklas Kastenhofer |
| 4  | Germania (bandiera)    | D     | Fynn Otto          |
| 5  | Germania (bandiera)    | D     | Jannes Vollert     |
| 6  | Germania (bandiera)    | D     | Toni Lindenhahn    |
| 7  | Germania (bandiera)    | A     | Julian Derstroff   |
| 8  | Germania (bandiera)    | D     | Niklas Kreuzer     |
| 9  | Germania (bandiera)    | C     | Justin Eilers      |
| 10 | Germania (bandiera)    | C     | Michael Eberwein   |
| 11 | Bielorussia (bandiera) | A     | Jan Shcherbakovski |
| 15 | Germania (bandiera)    | A     | Tom Bierschenk     |
| 16 | Germania (bandiera)    | D     | Lucas Halangk      |
| 17 | Germania (bandiera)    | D     | Lukas Griebsch     |
| 18 | Germania (bandiera)    | P     | Tim Schreiber      |
| 19 | Germania (bandiera)    | C     | Elias Löder        |

| N. |                     | Ruolo | Calciatore           |
| -- | ------------------- | ----- | -------------------- |
| 20 | Gambia (bandiera)   | C     | Kebba Badjie         |
| 21 | Austria (bandiera)  | A     | Philipp Zulechner    |
| 22 | Germania (bandiera) | D     | Janek Sternberg      |
| 23 | Austria (bandiera)  | C     | Aaron Herzog         |
| 24 | Germania (bandiera) | C     | Julian Guttau        |
| 25 | Germania (bandiera) | D     | Sören Reddemann      |
| 26 | Germania (bandiera) | C     | Marcel Titsch-Rivero |
| 27 | Germania (bandiera) | C     | Louis Samson         |
| 28 | Germania (bandiera) | C     | Sebastian Bösel      |
| 29 | Germania (bandiera) | A     | Elias Huth           |
| 30 | Germania (bandiera) | P     | Tom Zimmerschied     |
| 31 | Germania (bandiera) | D     | Niklas Landgraf      |
| 33 | Germania (bandiera) | C     | Jonas Nietfeld       |
| 37 | Germania (bandiera) | P     | Daniel Mesenhöler    |
| 39 | Germania (bandiera) | C     | Joscha Wosz          |

### Rosa 2020-2021
Aggiornata al 25 ottobre 2020
| N. |                        | Ruolo | Calciatore            |
| -- | ---------------------- | ----- | --------------------- |
| 1  | Germania (bandiera)    | P     | Kai Eisele            |
| 2  | Germania (bandiera)    | D     | Tobias Schilk         |
| 3  | Germania (bandiera)    | D     | Niklas Kastenhofer    |
| 4  | Germania (bandiera)    | D     | Anthony Syhre         |
| 5  | Germania (bandiera)    | D     | Jannes Vollert        |
| 6  | Germania (bandiera)    | D     | Toni Lindenhahn       |
| 7  | Germania (bandiera)    | A     | Julian Derstroff      |
| 8  | Grecia (bandiera)      | C     | Antonios Papadopoulos |
| 9  | Germania (bandiera)    | C     | Selim Gündüz          |
| 10 | Germania (bandiera)    | C     | Michael Eberwein      |
| 11 | Bielorussia (bandiera) | A     | Jan Shcherbakovski    |
| 13 | Stati Uniti (bandiera) | A     | Terrence Boyd         |
| 16 | Germania (bandiera)    | C     | Dennis Mast           |

| N. |                     | Ruolo | Calciatore           |
| -- | ------------------- | ----- | -------------------- |
| 19 | Germania (bandiera) | C     | Laurenz Dehl         |
| 21 | Germania (bandiera) | D     | Fabian Menig         |
| 22 | Germania (bandiera) | D     | Janek Sternberg      |
| 23 | Austria (bandiera)  | D     | Stipe Vučur          |
| 24 | Germania (bandiera) | C     | Julian Guttau        |
| 25 | Germania (bandiera) | D     | Sören Reddemann      |
| 26 | Germania (bandiera) | C     | Marcel Titsch-Rivero |
| 29 | Germania (bandiera) | D     | Lukas Boeder         |
| 30 | Germania (bandiera) | P     | Sven Müller          |
| 31 | Germania (bandiera) | D     | Niklas Landgraf      |
| 32 | Germania (bandiera) | P     | Tom Müller           |
| 33 | Germania (bandiera) | C     | Jonas Nietfeld       |

### Rosa 2017-2018
Aggiornata al 7 ottobre 2017
| N. |                                 | Ruolo | Calciatore            |
| -- | ------------------------------- | ----- | --------------------- |
| 1  | Germania (bandiera)             | P     | Oliver Schnitzler     |
| 2  | Germania (bandiera)             | D     | Tobias Schilk         |
| 4  | Germania (bandiera)             | D     | Hendrik Starostzik    |
| 5  | Germania (bandiera)             | C     | Klaus Gjasula         |
| 6  | Germania (bandiera)             | C     | Toni Lindenhahn       |
| 7  | Germania (bandiera)             | A     | Martin Röser          |
| 8  | Germania (bandiera)             | C     | Daniel Bohl           |
| 9  | Bosnia ed Erzegovina (bandiera) | A     | Benjamin Pintol       |
| 10 | Germania (bandiera)             | A     | Mathis Fetsch         |
| 11 | Libano (bandiera)               | A     | Hilal El-Helwe        |
| 13 | Germania (bandiera)             | D     | Stefan Kleineheismann |
| 15 | Germania (bandiera)             | A     | Justin Neumann        |
| 16 | Germania (bandiera)             | A     | Martin Ludwig         |
| 17 | Germania (bandiera)             | C     | Pascal Pannier        |
| 19 | Germania (bandiera)             | A     | Vincent-Louis Stenzel |

| N. |                        | Ruolo | Calciatore              |
| -- | ---------------------- | ----- | ----------------------- |
| 20 | Stati Uniti (bandiera) | D     | Royal-Dominique Fennell |
| 21 | Germania (bandiera)    | C     | Erik Zenga              |
| 22 | Germania (bandiera)    | D     | Marvin Ajani            |
| 23 | Germania (bandiera)    | C     | Braydon Manu            |
| 25 | Croazia (bandiera)     | A     | Petar Slišković         |
| 26 | Francia (bandiera)     | D     | Tobias Müller           |
| 27 | Germania (bandiera)    | D     | Fabian Baumgärtel       |
| 28 | Germania (bandiera)    | D     | Fabian Franke           |
| 31 | Germania (bandiera)    | D     | Niklas Landgraf         |
| 32 | Germania (bandiera)    | P     | Tom Müller              |
| 33 | Germania (bandiera)    | P     | Michael Netolitzky      |
| 34 | Germania (bandiera)    | D     | Max Barnofsky           |

### Partecipazione ai campionati
| Livello | Categoria     | Partecipazioni | Debutto   | Ultima stagione | Totale |
| ------- | ------------- | -------------- | --------- | --------------- | ------ |
| 1º      | DDR-Oberliga  | 21             | 1965-1966 | 1989-1990       | 22     |
| 1º      | NOFV-Oberliga | 1              | 1990-1991 | 1990-1991       | 22     |
| 2º      | DDR-Liga      | 4              | 1973-1974 | 1986-1987       | 5      |
| 2º      | 2. Bundesliga | 1              | 1991-1992 | 1991-1992       | 5      |
| 3º      | Oberliga      | 2              | 1992-1993 | 1993-1994       | 13     |
| 3º      | 3. Liga       | 11             | 2012-2013 | 2022-2023       | 13     |
| 4º      | Oberliga      | 10             | 1994-1995 | 2007-2008       | 14     |
| 4º      | Regionalliga  | 4              | 2008-2009 | 2011-2012       | 14     |
| 5º      | Verbandsliga  | 4              | 1995-1996 | 1999-2000       | 4      |